# Gare de Bad Cannstatt
La gare de Bad Cannstatt (en allemand Bahnhof Bad Cannstatt) est une gare ferroviaire allemande. Elle est située sur le territoire de la ville de Stuttgart dans le Bade-Wurtemberg. C'est la deuxième plus importante gare de la ville derrière la gare centrale.

## Situation ferroviaire
La station de Bad Cannstatt est un nœud ferroviaire. C'est dans cette gare que se sépare les lignes en direction de Munich et Nuremberg

## Histoire
Le 5 octobre 1845, le premier train du Bade-Wurtemberg a circulé de Bad Cannstatt à Untertürkheim. Le service voyageurs a débuté le 22 octobre 1845. Le premier bâtiment voyageurs a été construit par Michael Knoll (de) en 1845. Le nouveau bâtiment voyageurs a été conçu et réalisé par Martin Meyer (de).
En mai 2006, après 20 mois de travail, une modernisation complète de la gare a été terminé pour la Coupe du monde de football 2006. Cette modernisation a couté environ 6 millions d'euros.

## Service des voyageurs

### Desserte
Bad Cannstatt est desservie par des trains régionaux et des S Bahn.
- trains régionaux :

| Strecke | Strecke |
| ------- | --- |
| RE R1   | Stuttgart – Bad Cannstatt – Esslingen (Neckar) – Plochingen – Göppingen – Geislingen (Steige) – Ulm                 |
| RE R2   | Stuttgart – Bad Cannstatt – Waiblingen – Schorndorf – Schwäbisch Gmünd – Aalen                                      |
| RE R3   | Stuttgart – Bad Cannstatt – Waiblingen – Backnang – Schwäbisch Hall-Hessental – Crailsheim – Ansbach – Nürnberg     |
| RE R8   | Stuttgart – Bad Cannstatt – Esslingen (Neckar) – Plochingen – Nürtingen – Metzingen (Württ) – Reutlingen – Tübingen |

- S-Bahn :

| Ligne | Itinéraire |
| ----- | --- |
| S1    | Kirchheim unter Teck (de) - Wendlingen (de) - Plochingen – Esslingen (de) – Neckarpark (de) – Bad Cannstatt – Gare centrale – Schwabstraße (de) – Vaihingen (de) – Rohr (de) – Böblingen (de) – Herrenberg (de) |
| S2    | Schorndorf (de) – Endersbach (de) - Waiblingen (de) – Bad Cannstatt – Gare centrale – Schwabstraße – Vaihingen – Rohr – Flughafen/Messe (de) – Filderstadt (de)                                                 |
| S3    | Backnang (de) – Winnenden – Waiblingen – Bad Cannstatt – Gare centrale – Vaihingen – Rohr – Aéroport de Stuttgart                                                                                               |